# Distretto di Llocllapampa
Il distretto di  Llocllapampa è uno dei trentaquattro distretti della provincia di Jauja, in Perù. Si trova nella regione di Junín e si estende su una superficie di 110,6  chilometri quadrati.